# Emil und die Detektive (2001)
Emil und die Detektive ist ein deutscher Spielfilm von Franziska Buch aus dem Jahr 2001. Er basiert frei auf dem gleichnamigen Roman von Erich Kästner.

## Handlung
Emil lebt zusammen mit seinem alleinerziehenden Vater in der fiktiven Kleinstadt Streiglitz an der Ostseeküste. Emils Mutter hat die Familie verlassen. Außer gelegentlichen Briefen aus Kanada, in denen die Mutter Geld schickt, hat Emil keinen Kontakt mehr zu ihr.
Emils Vater ist arbeitslos. Er bekommt aber die Chance auf eine neue Arbeitsstelle, als sich ein Unternehmen aus Westdeutschland in der kleinen ostdeutschen Stadt ansiedelt. Allerdings verursacht er kurz nach der Einstellung einen Unfall und verliert seinen Führerschein. Da er diesen als Vertreter braucht, droht ihm gleich wieder der Verlust der Arbeitsstelle.
Da der Vater nach dem Unfall im Krankenhaus liegt, soll Emil während der Ferien nach Berlin zur Pastorin Hummel fahren, einer Schwester seines Klassenlehrers. Emil hat von einem Freund erfahren, dass man in Berlin alles bekommen kann, auch gefälschte Führerscheine. Also beschließt er heimlich, seinem Vater einen solchen in Berlin zu besorgen, und leert dafür die „Zukunftskasse“ mit dem gesammelten Geld aus den Briefen seiner Mutter. Auf der Zugfahrt nach Berlin trifft er auf Max Grundeis. Dessen besondere Erkennungszeichen sind blondierte Haare, als Vampirzähne zugespitzte Eckzähne im Mund, schwarze Kleidung, ein roter Aktenkoffer und rote Cowboystiefel. Grundeis sieht, dass Emil 1.500 DM bei sich hat. Er arrangiert per Handy ein Treffen mit einer Bande, die zu diesem Preis gefälschte Ausweise und Führerscheine verkauft, und notiert den Treffpunkt auf einem Zettel für Emil. Auf das „gelungene Geschäft“ soll angestoßen werden. Dem Getränk sind aber K.-o.-Tropfen beigemischt, sodass Grundeis Emil das Geld rauben kann, ohne handgreiflich zu werden.
Erst am Berliner Bahnhof Zoo erwacht Emil und sieht gerade noch, wie Max Grundeis auf dem Bahnsteig verschwindet. Er nimmt sofort die Verfolgung auf. Das erweist sich in einer fremden Stadt natürlich als sehr schwierig. Schließlich beobachtet er ihn, als er im Oberbaum-Eck zum Essen einkehrt, vom Hinterhof aus durch ein Lüftungsrohr der Gaststättenküche. Zum Glück trifft er hier auf die wehrsame Pony Hütchen. Nach kurzer Erklärung des Vorgefallenen ist sie sofort einverstanden, Emil zu helfen. Da sie die Anführerin einer wirklich großen, flexiblen Kinderbande ist, sind schnell genug Helfer zusammengetrommelt, um den Dieb zu beschatten.
Die alleinerziehende und notorisch unter Zeitnot stehende Pastorin Hummel kommt mit ihrem Sohn Gustav viel zu spät zum Abholen ihres Gastes am Bahnhof Zoo an. Da sie ihn nicht antreffen, beschließen beide, erst einmal heimzufahren, da Emil ja die Adresse hat und womöglich schon unterwegs zu ihnen ist. Gustav, ein hochbegabter und recht altkluger Junge, ist von dem anstehenden Besuch nicht begeistert. Er sieht sich immer als Leidtragenden der humanitären Aktivitäten seiner Mutter. Da die beiden Emil noch nie gesehen haben, beschließt derweil die Kinderbande, dass sich einfach Gypsie aus der Bande als Emil ausgibt. Beim Spielen am PC löscht Gypsie versehentlich die von Gustav verfasste Vorlage für die Predigt, die die Pastorin am Folgetag benötigen wird. Gemeinsam hecken die beiden eine neue Rede aus, die die Kinderrechte zum Inhalt hat. Gypsie muss Gustav gestehen, dass er nicht der echte Emil ist, und weiht ihn in die heimliche Suche nach dem gestohlenen Geld ein. Gustav hilft der Kinderbande mit seinen technischen Fähigkeiten bei der Koordination der Verfolgung des Diebes.
Emil und die Detektive folgen Max Grundeis unauffällig erst zu Fuß und dann mit einer wilden Verfolgungsfahrt im Taxi bis zum Hotel Adlon, in dem er ein Zimmer nimmt. Pony Hütchen verschafft sich bei der Rezeption mit viel Raffinesse den Zweitschlüssel zu seinem Zimmer, das sie mit Emil aufsucht, während Max Grundeis im Restaurant diniert. Während Emil im Zimmer vergeblich nach seinem Geld sucht, erweist sich Grundeis als Hoteldieb, der mit entwendeten Schlüsseln in die Zimmer anderer Gäste eindringt, deren Schmuck stiehlt und in seinem Koffer mitnimmt. Es gelingt Emil, sich in Grundeis’ Zimmer zu verstecken, als dieser plötzlich zurückkommt. Nachdem Grundeis eingeschlafen ist, nimmt Emil den Koffer mit, in dem er sein Geld vermutet. Dabei verliert Emil die Notiz, auf der Ort und Zeit des Treffens mit der Fälscherbande notiert sind. Am nächsten Morgen steht dieses Treffen bei den Schließfächern am U-Bahnhof Alexanderplatz an. Pony und Emil finden sich dort mit dem Koffer ein, der allerdings kein Bargeld, sondern nur Schmuck enthält. Deshalb scheitert das Geschäft mit den beiden Fälschern. Als Pony allerdings einen Ohrring aus der Grundeis-Beute als Pfand anbietet, lassen sich die beiden Ganoven den Kofferinhalt zeigen. Nur durch eine wilde Flucht in die U-Bahn können die Kinder verhindern, dass ihnen der Koffer weggenommen wird.
Auch Grundeis, der Emils Notizzettel gefunden hatte, hat von Weitem das Treffen mit der Fälscherbande beobachtet und beteiligt sich an der Verfolgung der Kinder, um seine Beute wiederzuerlangen. Während die beiden Fälscher die U-Bahn auf einem Hochbahn-Streckenabschnitt mit einer wilden Verfolgungsfahrt auf der unterhalb verlaufenden Straße einholen wollen, springt Grundeis auf die abfahrende U-Bahn auf und krallt sich bis zur nächsten Station am Zugende fest. Als die Kinder merken, dass sie verfolgt werden, versuchen sie im U-Bahnhof Gleisdreieck, ihre Verfolger durch Umsteigen abzuschütteln. In dem dabei entstehenden Durcheinander kann Emil in einer U-Bahn mit dem Beutekoffer fliehen, sieht aber, wie Grundeis Pony Hütchen auf dem Bahnsteig festhält und entführt. Er erpresst seine Beute im Austausch gegen Pony. Der Austausch findet planmäßig am nächsten Morgen vor dem Giraffengehege im Zoologischen Garten statt: Pony Hütchen kommt frei, Grundeis bekommt seinen Koffer mit der Beute zurück. Allerdings haben Emil und die Detektive über Flugblätter, die sie in der ganzen Stadt verteilt haben, etwa 1800 Kinder organisiert, die Grundeis verfolgen, so dass dieser schließlich in die Kirche flieht, wo gerade Pastorin Hummel ihre von Gustav und Gypsie verfasste Predigt hält. Die Kinder erzählen, was vorgefallen ist, woraufhin Grundeis flüchten will und es zu Tumulten kommt. Pastorin Hummel lässt die Polizei rufen und die Glocken läuten. Die angerückten Polizisten nehmen Grundeis fest.
Emil erhält 5.000 DM Belohnung, die ein Hotelgast für das Wiederfinden des gestohlenen Schmucks ausgesetzt hat, und sein Vater erhält einen Job, für den er keinen Führerschein braucht. Zu Emils nächstem Geburtstag in den Herbstferien hat er seinen Führerschein ohnehin wieder und lädt die gesamte Berliner Bande heimlich an die Ostsee ein, um seinen Sohn zu überraschen und ihn für seine Heldentat zu belohnen.

## Filmhintergrund
Die Dreharbeiten an der Ostseeküste spielen in einem Naturschutzgebiet, das schon seit Jahren von Menschen ohne Erlaubnis nicht mehr betreten werden durfte. Es handelt sich um ein Dünengebiet, wie es das etwa am Darßer Ort gibt. 
Die Szenen in der fiktiven Kleinstadt Streiglitz entstanden im brandenburgischen Elstal. Die Szene vor dem Haus, in dem Emil mit seinem Vater wohnt, wurde in der Breiten Straße gedreht. Die Szene, in der Emil und Hassouna einen Altkleidercontainer aufbrechen, entstand auf dem Karl-Liebknecht-Platz. 
In Berlin sind als Drehorte unter anderem der Bahnhof Zoologischer Garten, Berlin-Kreuzberg mit der Außenansicht der Kneipe Oberbaum-Eck, der Große Stern an der Siegessäule, die Straße des 17. Juni, der Pariser Platz und das Hotel Adlon. Einen Schwerpunkt bilden Szenen mit den gelben Wagen der U-Bahn-Linie 1, besonders die oberirdische Strecke durch Berlin-Kreuzberg, die Oberbaumbrücke sowie der U-Bahnhof Schlesisches Tor. Die Skateboardfahrt zeigt unter anderem das Kulturforum, die Museumsinsel und das Brandenburger Tor. Auch das Dach des Technikmuseums und das Elefantentor des Zoologischen Gartens wurden zum Drehort. Nicht zuletzt ist auch die Straßenfront vor der Wohlthat’schen Buchhandlung in der Budapester Straße zu erkennen. Die Massenszenen spielen im Schöneberger Kiez Rote Insel und an der Königin-Luise-Gedächtniskirche.

## Andere Verfilmungen
Es gibt insgesamt acht Verfilmungen des Buchs Emil und die Detektive.
- Deutschland, 1931 – Regie: Gerhard Lamprecht
- Großbritannien, 1935 – Regie: Milton Rosmer
- Argentinien, 1950 – Regie: Antonio Momplet
- Deutschland, 1954 – Regie: Robert Adolf Stemmle
- Japan, 1956 – Regie: Mitsuo Wakasugi
- Brasilien, 1958 – Regie: Alberto Pieralisi
- USA, 1964 – Regie: Peter Tewksbury
- Deutschland, 2001 – Regie: Franziska Buch

Bei direktem Vergleich der drei deutschen Filme bekommt man einige Einblicke in den jeweiligen Zeitgeschmack sowie in die Veränderungen Berlins.

## Auszeichnungen
- 2001: Goldener Spatz auf dem deutschen Kinder Film- und TV-Festival
- 2001: Bayerischer Filmpreis für das beste Drehbuch (Franziska Buch)